# دنسر مولاداد
دنسر مولاداد (بالفارسية: دنسر مولاداد) هي قرية تقع في قسم باهوكلات الريفي (مقاطعة تشابهار) في إيران. يقدر عدد سكانها بـ 115 نسمة بحسب إحصاء 2016.